# Kispalád
Kispalád is een plaats (község) en gemeente in het Hongaarse comitaat Szabolcs-Szatmár-Bereg. Kispalád telt 557 inwoners (2001).
De gemeente ligt aan de Oekraïense grens. Aan de andere zijde van de grens ligt Velyka Palad' (Hongaars: Nagypalád). Dit dorp heeft ook een in meerderheid Hongaarse bevolking maar werd in 1920 toegevoegd aan Tsjecho-Slowakije.